# Megalomys desmarestii
Megalomys desmarestii là một loài động vật có vú trong họ Cricetidae, bộ Gặm nhấm. Loài này được Fischer mô tả năm 1829.

## Hình ảnh

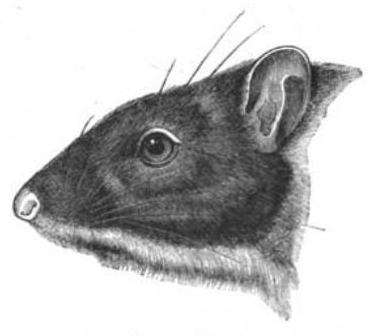